# Román Adame Rosales
Román Adame Rosales (Teocaltiche, Jalisco, 27 de febrero de 1859-, Yahualica, Jalisco, 21 de abril de 1927) fue un sacerdote católico que sufrió persecución y martirio durante la época de la Guerra Cristera impulsada por el presidente de México Plutarco Elías Calles en México. 

## Vida
Nació en un poblado bajo la jurisdicción de la Diócesis de Aguascalientes, a pesar de pertenecer al estado de Jalisco. Estudió filosofía y teología en el seminario de Guadalajara. Fue ordenado sacerdote por el obispo Pedro Zola Pardavé el 30 de noviembre de 1890. Fue vicario episcopal foráneo de las parroquias de Nochistlán, Apulco y Tlachichila. Después fue párroco de Nochistlán, Zacatecas de la Arquidiócesis de Guadalajara.
Era un sacerdote que evitaba la ostentación, vivía pobremente y ayudaba a los pobres; prudente y de profunda humildad, a quien jamás se le escuchó decir alguna queja; ante cualquier sufrimiento decía con serenidad: «Sea todo por Dios». Las principales acciones de su ministerio parroquial para los fieles de la parroquia fue dar catequesis, realizar misiones populares, construyó un templo a señor San José, unas capillas en los ranchos y otras para que los fieles tuvieran cerca al Santísimo, y atención con prontitud a los enfermos y moribundos; impartía clases a los niños. Fundó la asociación Hijas de María y la cofradía de la Adoración Nocturna del Santísimo Sacramento.

## Guerra Cristera
En agosto de 1926, durante la persecución religiosa, por fuerzas del gobierno y afines, y tras la disyuntiva de exiliarse o continuar su labor apostólica, optó por la segunda, corriendo el riesgo de ser denunciado. Se ocultó de casa en casa de sus fieles, para poder seguir administrando los sacramentos. El 18 de abril de 1927, comiendo en la ranchería San José de Veladores, María Guadalupe Barrón comentó “Ojalá no vayan a dar con nosotros” y sin titubeos el párroco dijo: “¡Que dicha sería ser mártir, dar mi sangre por la parroquia!”
Un día después, fue delatado por un enemigo de la iglesia, Tiburcio Angulo, quien pidió entrevistarse con el coronel Jesús Jaime Quiñones, que tenía bajo su mando al ejército federal con cabecera en Nochistlán dándole a conocer el lugar donde se escondía.
El coronel dispuso de una tropa de 300 militares para capturar al clérigo; sitiaron la casa en Veladores alrededor de la media noche del 19 de abril, fue interrumpido de su lecho, y sin más, descalzo y en ropa interior, el cura de 68 años fue hecho prisionero, maniatado y forzado a recorrer a pie, la distancia que los separaba de Yahualica. Al llegar al río, un soldado se compadeció, y le cedió su cabalgadura, lo que le valió abucheos e injurias de sus compañeros. El padre Adame estuvo preso, sin comer ni beber por más de 24 horas, ya que durante el día era atado a una columna de los portales de la plaza del pueblo con un soldado de guardia y durante la noche era recluido en el cuartel militar, asunto que mermaba su estado de salud. Tras un juicio sumario, fue condenado a muerte.
El Párroco Francisco González solicitó se gestionara la libertad del padre Adame, a Jesús Aguirre y Gregorio González Gallo, quienes se apersonaron ante el general Quiñones quien les dijo: “Tengo órdenes de fusilar a todos los sacerdotes, pero si me dan $6,000, pesos en oro, a éste, le perdono la vida”. Los gestores comunicaron la petición, misma que se organizaron y juntaron el dinero, lo entregaron, y con el dinero en mano. El coronel quiso fusilar a quienes aportaron la cantidad, pero ante ello intervinieron los gestores para que el pueblo no sufriera represalias. El terror y azoro por la represión militar cancelaron las esperanzas de obtener la libertad del párroco.

## Fusilamiento
El día 21 de abril de 1927, un piquete de soldados, condujo al reo de muerte del cuartel al cementerio municipal donde le esperaba una fosa recién excavada. El sacerdote rechazó la venda en los ojos. El soldado Antonio Carrillo se negó a obedecer la orden de preparar las armas, y desobedeció repetidamente, hasta que se le despojó del uniforme militar, por lo que fue colocado también en posición de fusilamiento. El cura con un gesto de bondad trató de salvar al soldado que, por no querer dispararle, iba a ser también fusilado. Luego, decidido y firme, pero con humildad, entregó su vida, junto con el soldado Carrillo.

## Canonización
El cuerpo fue inhumado ahí mismo y exhumado años después, para ser trasladados a Nochistlán, donde se veneran sus restos. El párroco de Yahualica consignó que el corazón de la víctima se petrificara, y su rosario se incrustara en él.
Fue beatificado el 22 de noviembre de 1992 y canonizado por el papa Juan Pablo II el 21 de mayo de 2000 junto a otros 24 mártires mexicanos y dos santos religiosos fundadores.